# 漢斯有限合夥公司
漢斯有限合夥公司（英語：Hines Interests Limited Partnership）是美國一家私人房地產公司，也是世界最大的房地產公司之一。業務主要為房地產投資、開發和物業管理。這家公司在18個國家100多個城市都有辦公處，所持資產大約234億美元。

## 外部連結
- 官方網站 （页面存档备份，存于）